# Schizotricha vervoorti
Schizotricha vervoorti är en nässeldjursart som beskrevs av Peña-Cantero 1998. Schizotricha vervoorti ingår i släktet Schizotricha och familjen Halopterididae.
Artens utbredningsområde är Södra Ishavet. Inga underarter finns listade i Catalogue of Life.